# Белов, Юрий Ильич
Юрий Ильич Белов (9 сентября 1937 — 14 февраля 2008) — передовик советского сельского хозяйства, комбайнёр совхоза «Бартеневский» Ивантеевского района Саратовской области, Герой Социалистического Труда (1973).

## Биография
Родился в 1937 году в посёлке Ореховый Ивантеевского района Саратовской области в русской семье. Отец Илья Афанасьевич работал комбайнёром в отделении №1 совхоза «Бартеневский» (центральная усадьба – село Бартеневка). После завершения обучения в сельской школе Юрий Ильич трудоустроился штурвальным у отца. После прохождения военной службы в Советской Армии возвратился на родину и продолжил самостоятельно работать на комбайне в совхозе «Бартеневский». Все последующие 20 лет являлся передовиком сельскохозяйственного производства и лидером социалистического соревнования среди комбайнеров Ивантеевского района.
За большие успехи, достигнутые во Всесоюзном социалистическом соревновании, и проявленную трудовую доблесть в выполнении принятых обязательств по увеличению производства и продажи государству зерна и других продуктов земледелия в 1973 году, Указом Президиума Верховного Совета СССР от 7 декабря 1973 года Юрию Ильичу Белову было присвоено звание Героя Социалистического Труда с вручением ордена Ленина и золотой медали «Серп и Молот».
В дальнейшем продолжала трудовую деятельность, показывала высокие результаты в труде. В 1973 году по состоянию здоровья ушёл из механизаторов, переехал в Ивантеевку и работал в «Сельхозтехнике». Почётный житель Ивантеевского района Саратовской области.
Умер 14 февраля 2008 года.

## Награды
За трудовые успехи удостоен:
- золотая звезда «Серп и Молот» (07.12.1973),
- орден Ленина (07.12.1973),
- Орден Трудового Красного Знамени (08.04.1971),
- Медаль «За трудовое отличие» (23.06.1966),
- другие медали.